# Vasperviller
Vasperviller là một xã trong vùng Grand Est, thuộc tỉnh Moselle, quận Sarrebourg, tổng Lorquin. Tọa độ địa lý của xã là 48° 38' vĩ độ bắc, 07° 04' kinh độ đông. Vasperviller nằm trên độ cao trung bình là 316 mét trên mực nước biển, có điểm thấp nhất là 275 mét và điểm cao nhất là 374 mét. Xã có diện tích 1,54 km², dân số vào thời điểm 2005 là 290 người; mật độ dân số là 193,3 người/km².

## Thông tin nhân khẩu
| 1962 | 1968 | 1975 | 1982 | 1990 | 1999 |
| ---- | ---- | ---- | ---- | ---- | ---- |
| 310  | 324  | 293  | 299  | 284  | 281  |